# 李淑芬 (1953年)
李淑芬（1953年11月—），女，汉族，吉林九台人，中华人民共和国政治人物，曾任宁夏回族自治区工商局党组书记、局长，宁夏回族自治区政协副主席。